# 俄羅斯米格航空器集團
俄羅斯米格航空器集團（羅馬化：Rossiyskaya samoletostroitel'naya korporatsiya "MiG"）是俄羅斯联合航空制造公司的一個子公司。為俄羅斯主要軍用航空器设计及制造商之一。

## 歷史
其前身是阿尔乔姆·米高扬與米哈伊尔·古列维奇1939年於蘇聯時期共同創立的米高扬-古列维奇设计局(Микоян и Гуревич)，屬蘇聯设计局的「155號」部門(ОКБ-155)，1976年古列维奇離世後改名米高扬设计局。其產品取兩名創辦人姓氏的字首，以「米格」系列為人所認識，而「米格」(МиГ)亦成為該機構私有化後的新名稱。
2006年2月，依據俄羅斯總統弗拉基米爾·普京簽署的行政命令，米格集團與俄國其他主要航空、航天設計或製造公司合并成立“聯合航空製造公司”。

## 产品
- 米格-1戰鬥機
- 米格-3战斗机
- 米格-7战斗机（未量产）
- 米格-8试验机
- 米格-9戰鬥機
- 米格-13战斗机
- 米格-15战斗机
- 米格-17战斗机
- 米格-19战斗机
- 米格-21戰鬥機
- 米格-23战斗机
- 米格-25战斗机
- 米格-27攻擊機
- 米格-29戰鬥機
- 米格-29M戰鬥機
- 米格-29K戰鬥機
- 米格-31戰鬥機
- 米格-33（英语：Mikoyan MiG-33）（當時苏联空军对双发战斗机較為偏爱和对战斗机多用途性能較為重视，所以在缺乏军方支持的情况下，米格-33项目最后无疾而终[2]）
- 米格-35戰鬥機
- 米格1.44战斗机（米格公司遭遇财政危机，无力维持该项目[3]）
- PAK DP（英语：PAK DP）
- 米格-105（英语：Mikoyan-Gurevich MiG-105）（没能得到苏联政府支持，米高扬设计局没能延续这个计划[4]）
- LMFS（在競爭俄羅斯空軍第五代戰鬥機項目中敗北[5]）
- 米格-AT（英语：Mikoyan MiG-AT）（因为没有订单，所以下马[6]）

## 圖片

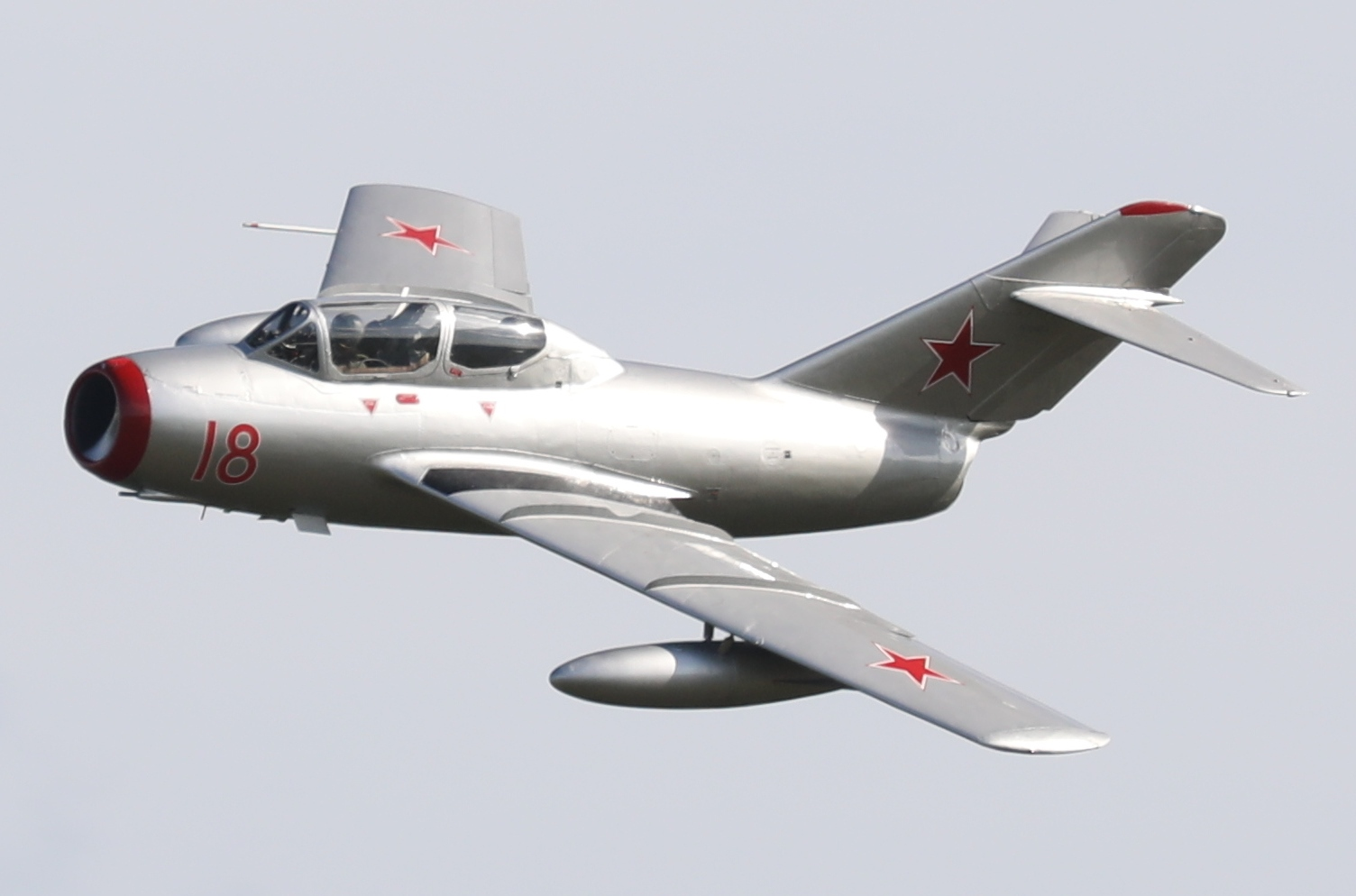
MiG-15
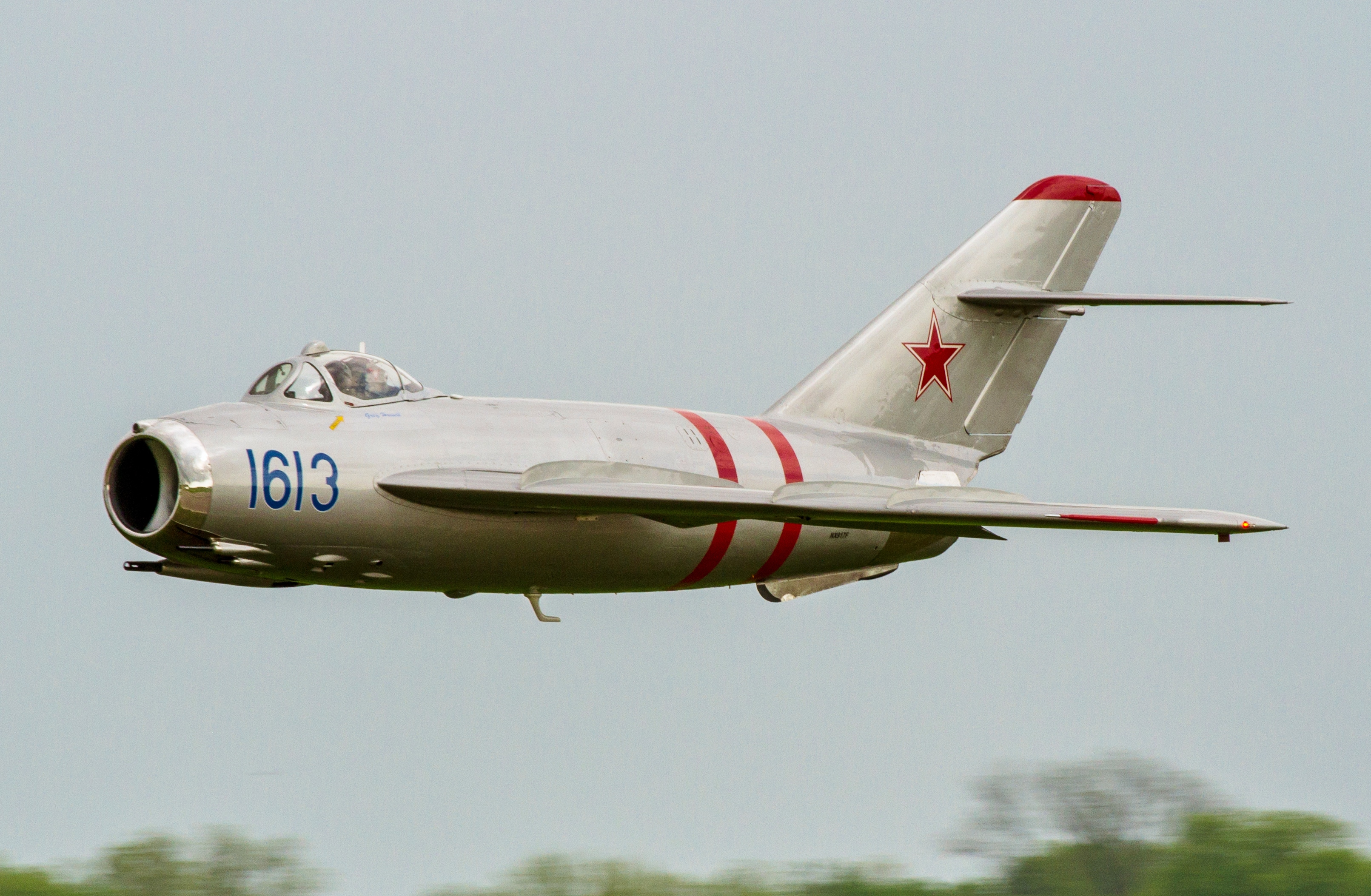
MiG-17
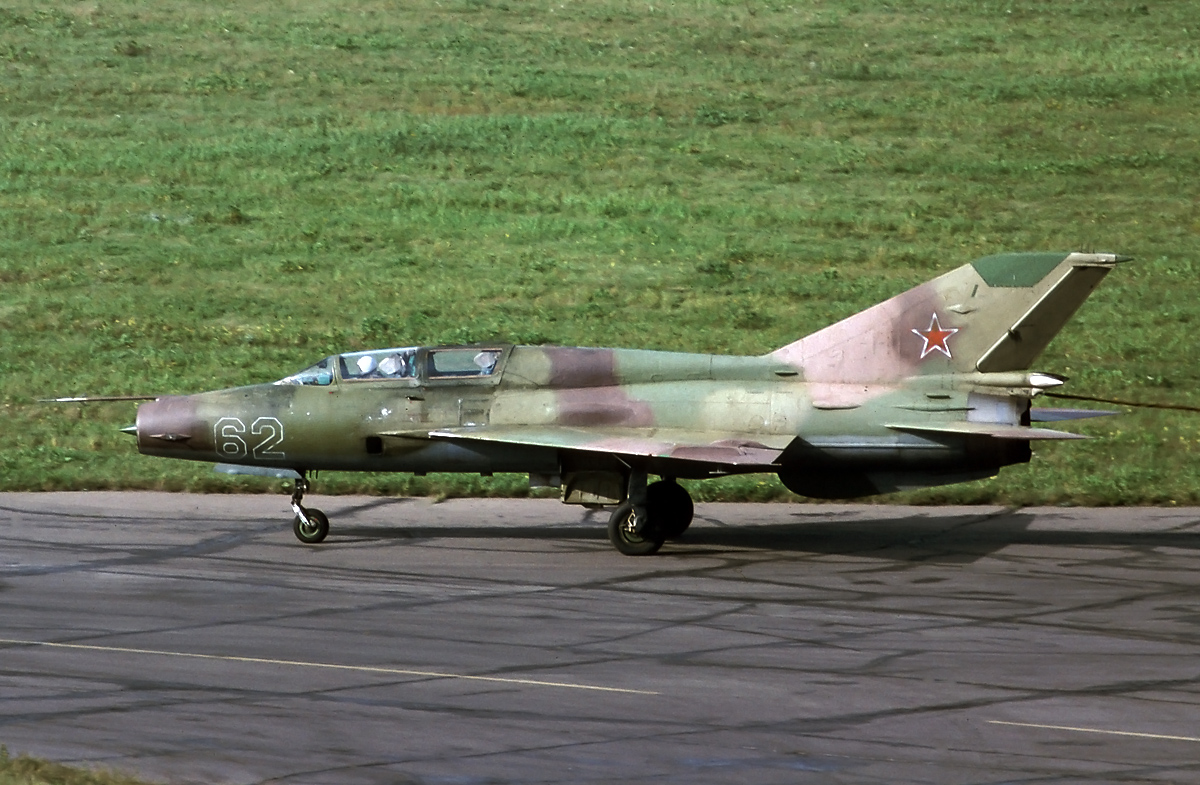
MiG-21
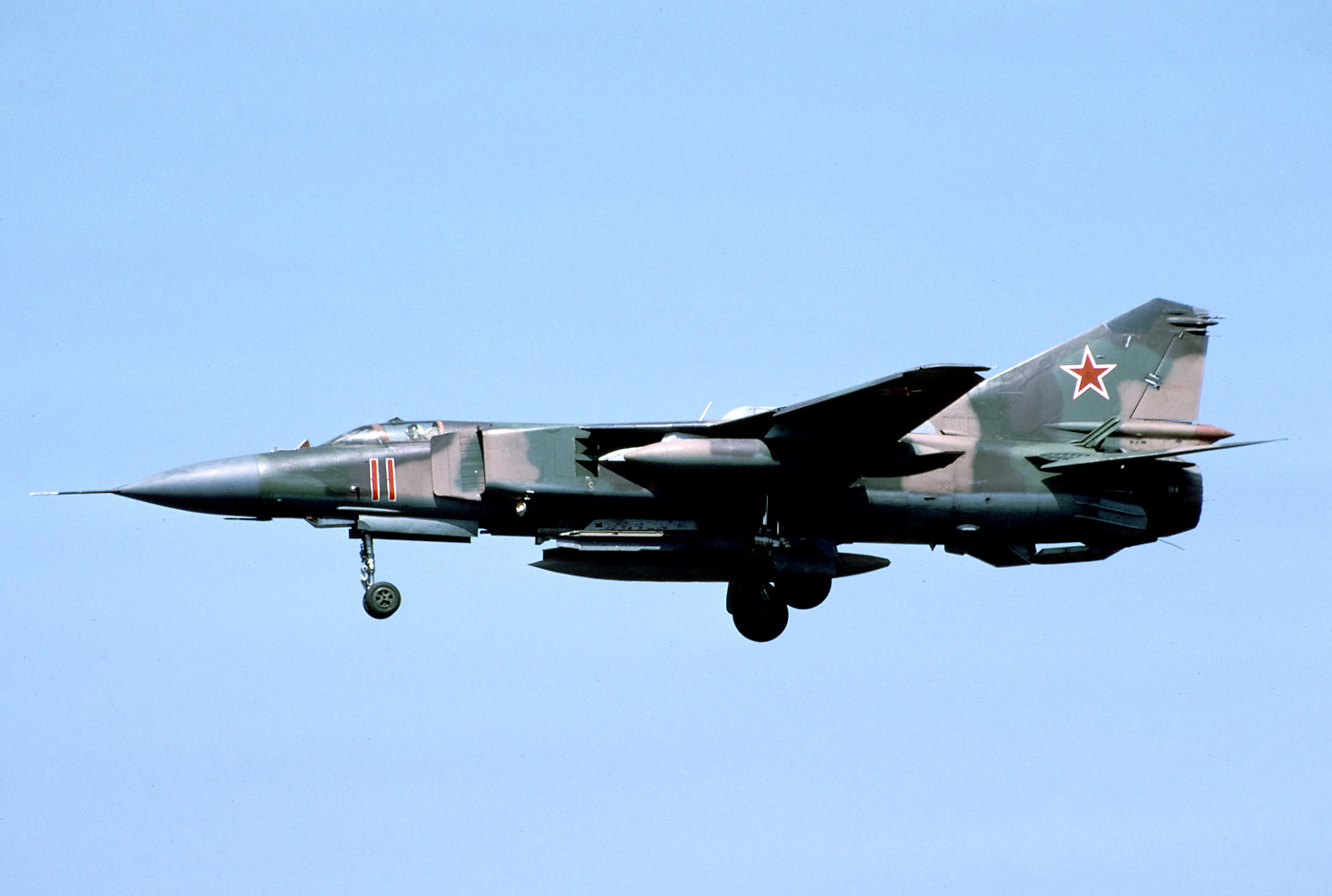
MiG-23
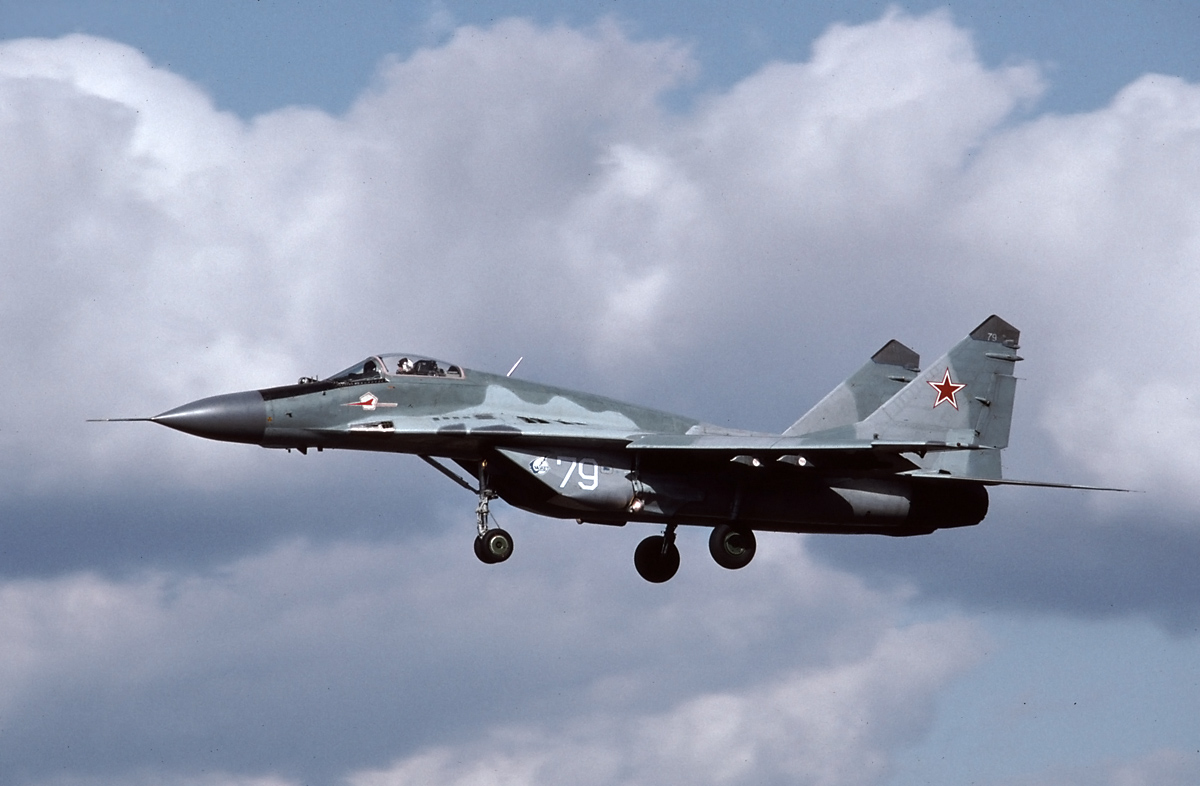
MiG-29
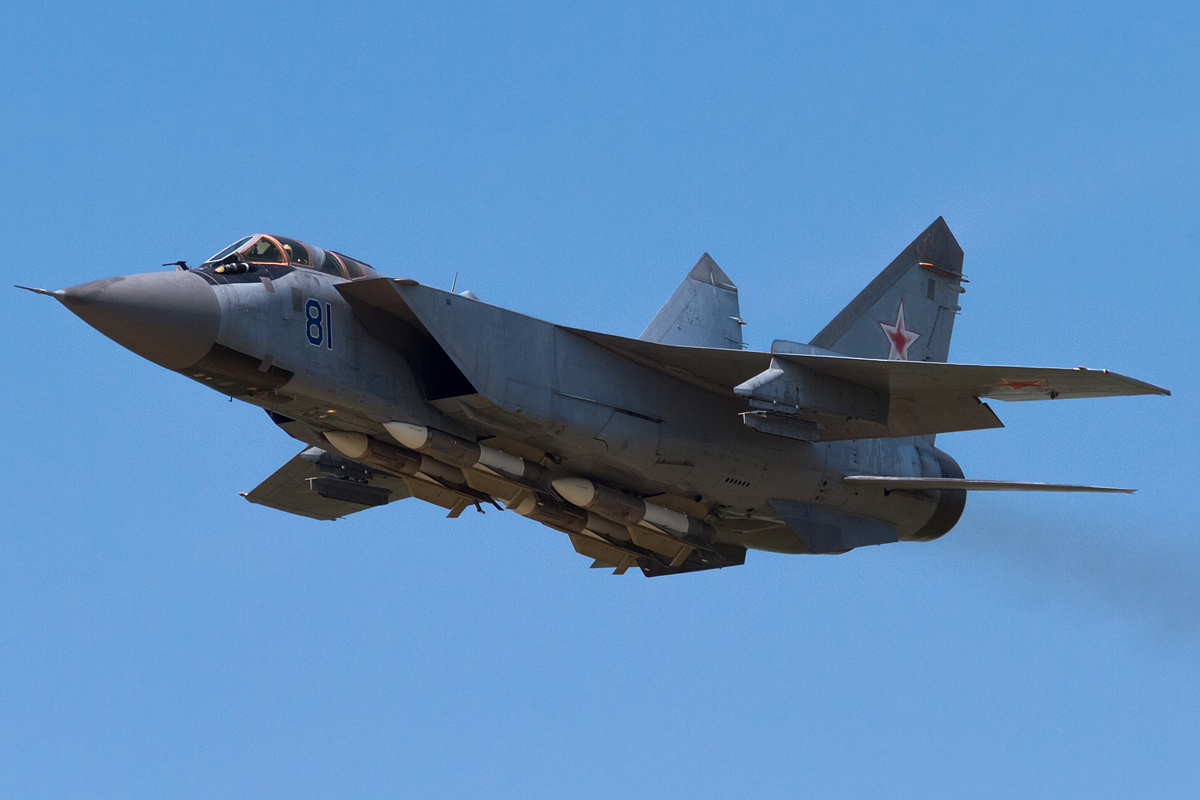
MiG-31

## 外部連結
- Migavia.ru（页面存档备份，存于） – official site of MiG "OKB" successor enterprise
- Russian Aviation Museum, MiG Pages（页面存档备份，存于）